# Frequentistischer Wahrscheinlichkeitsbegriff
Der frequentistische Wahrscheinlichkeitsbegriff (auch objektive Wahrscheinlichkeit genannt) interpretiert die Wahrscheinlichkeit eines Ereignisses als die relative Häufigkeit, mit der es in einer großen Anzahl gleicher, wiederholter, voneinander unabhängiger Zufallsexperimente auftritt.
Der frequentistische Wahrscheinlichkeitsbegriff hatte großen Einfluss auf die Entwicklung der Statistik und besonders statistischer Tests. Seine Vertreter nennt man "Frequentisten", die bekanntesten sind Richard von Mises, Egon Pearson, Jerzy Neyman, R. A. Fisher und John Venn.
Neben dem frequentistischen Wahrscheinlichkeitsbegriff gibt es eine Reihe weiterer Definitionen, so unter anderem
- den Bayesschen Wahrscheinlichkeitsbegriff
- den axiomatischen Wahrscheinlichkeitsbegriff von Kolmogorow.